# Hümpfershausen
Hümpfershausen är en ortsteil i staden Wasungen i Landkreis Schmalkalden-Meiningen i förbundslandet Thüringen i Tyskland. Hümpfershausen var en kommun fram till 1 januari 2019 när den uppgick i Wasungen. Kommunen Hümpfershausen hade 418 invånare 2018.